# Neal Asher
Neal Asher (Billericay, 4 febbraio 1961) è un autore di fantascienza britannico.
Il suo lavoro comprende molti argomenti classici della fantascienza compreso il mondo regolato da Intelligenze artificiali, gli androidi, le menti collettive, gli alieni e il viaggio nel tempo. I suoi romanzi sono caratterizzati da azioni veloci e scontri violenti. È difficile stabilire con precisione a quale sottogenere della fantascienza appartengano le sue opere perché, nonostante i suoi lavori siano molto spesso di portata epica come avviene solitamente nella space opera, il suo stile e i suoi toni aggressivi assomigliano al cyberpunk.

## Opere

### SerieAgent Cormac
- Gridlinked (2001)
- The Line of Polity (2003)
- Brass Man (2005)
- Polity Agent (2006)
- The Line War (2008)

### SerieSpatterjay
- The Skinner (2002)
- The Voyage of the Sable Keech (2006)
- Orbus (2009)

### SeriePolity
- Prador Moon (2006)
- Hilldiggers (2007)
- Shadow of the Scorpion (2008)
- The Gabble (2008)
- The Technician (2010)

### SerieOwner Trilogy
- The Departure (2011)
- Zero Point (2012)
- Jupiter War (2013)

### SerieTransformation
- Dark Intelligence (2015)
- War Factory (2016)
- Infinity Engine (2017)

### SerieRise of the Jain
- The Soldier (2018)
- The War Ship (2019)
- The Human (2020)

### SerieFar Future Polity
- The Bosch (2020)

### SerieJack Four
- Jack Four (2021)
- Weaponized (2022)

### Romanzi Brevi
- Mindgames: Fool's Mate (1992)
- The Parasite (1996)
- Africa Zero (2001)
- Snow in the Desert (2011)

### Altri romanzi
- Cowl (2004)
- War Bodies (2023) - in uscita annunciata per il 6 luglio 2023

### Racconti
- I Topi di Mason (1992), 'Mason Rat's', in antologia 'L'Altra Faccia della Realtà', Urania Millemondi 48, Mondadori (2009)
- Mason Rat's III (1999)
- Sucker (1999)
- Neve nel Deserto (2002), 'Snow in the Desert', in antologia 'Lo Scudo di Marte', Urania Millemondi 42, Mondadori (2006)
- Strood (2004), 'Strood', in antologia 'Stelle che Bruciano', Urania Millemondi 46, Mondadori (2008)